# Govinda Bhagavatpada
Govinda Bhagavatpada o Govindanātha (segle VII o VII) va ser un mestre hindú defensor de la doctrina de la no dualista de l'Advaita Vedanta. Va ser deixeble de Gaudapada i mestre d'Adi Xankara.